# Кармен Мачі
Кармен Мачі (ісп. Carmen Machi, повне ім'я Марія дель Кармен Мачі Арройо, ісп. María del Carmen Machi Arroyo; 7 січня 1963, Мадрид, Іспанія) — іспанська акторка.

## Вибіркова фільмографія
- 2001: Без сорому
- 2002: Поговори з нею
- 2009: Розірвані обійми
- 2010: Паперові птиці (Pájaros de papel) — Росіо Молінер
- 2013: Я дуже збуджений
- 2014: Вісім баскських прізвищ
- 2017: Шкіра (Pieles) — Клаудія
- 2017: Бар (El bar) — Тріні

## Премії та нагороди
- Премія Гойя (2014)
- Премія Ondas (2008)
- Премія Iris (2007)

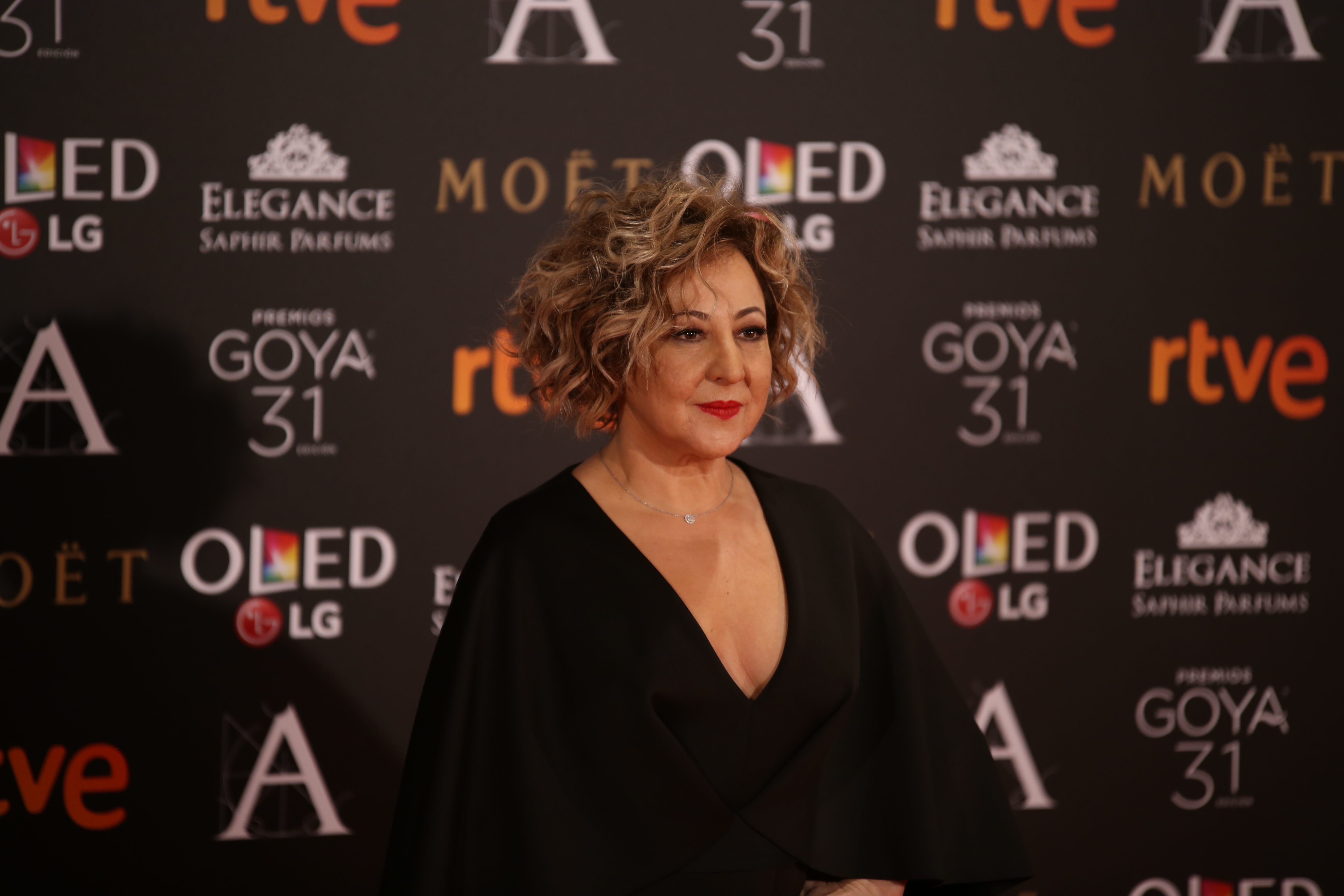
Кармен Мачі (2017)

- Премія Fotogramas de Plata (2004, 2005, 2007)
- Премія TP de Oro (2005, 2007)
- Премія Max (2008, 2009, 2011)
- Премія Ercilla (2012)